# 濱島義隆
濱島 義隆（はましま よしたか、1974年6月 - ）は、日本の薬学者（有機合成化学・触媒化学・医薬化学）。学位は、博士（薬学）（東京大学・2003年）。静岡県立大学薬学部・大学院薬学研究科教授。新字体で浜島 義隆とも表記される。
東北大学多元物質科学研究所講師、独立行政法人理化学研究所専任研究員などを歴任した。

## 来歴

### 生い立ち
1997年、東京大学薬学部製造化学科卒業。その後、同大学の大学院に進み、薬学系研究科分子薬学専攻にて柴崎正勝の下で学び、2001年に博士後期課程を中途退学した。2003年、東京大学から博士（薬学）を取得。

### 研究者として
大学院の博士後期課程を中退し、翌月より東北大学多元物質科学研究所助手となり、2005年には講師に昇任した。2006年には理化学研究所の研究員となり、2008年には専任研究員となった。2010年、静岡県立大学薬学部薬学科・大学院薬学研究科准教授に転じる。

## 研究
専門は薬学であるが、化学、生化学といった分野にも密接に関連している。中でも、有機合成化学、触媒化学、医薬化学といった分野を中心に研究している。
理化学研究所では基幹研究所にて袖岡幹子が率いる有機合成化学研究室に所属し、袖岡や岩佐江梨子らと共に、ヒストンメチル化酵素の活性阻害作用を持つケトシンの全合成を成功させた。また、新たな触媒的不斉反応を開発するとともに、医薬品として利用される化合物の合成についての研究が評価され、日本薬学会奨励賞を受賞している。
現在でも、分子触媒設計に立脚した触媒反応の開発や、天然物の効率的な合成法の開発を試みている。また、生物活性化合物の構造活性についての相関研究や、生体機能性分子の創出などにも取り組んでいる。

## 略歴
- 1974年 - 誕生
- 1997年 - 東京大学薬学部卒業
- 2001年 - 東京大学大学院薬学系研究科博士後期課程中途退学
- 2001年 - 東北大学多元物質科学研究所助手
- 2005年 - 東北大学多元物質科学研究所講師
- 2006年 - 理化学研究所研究員
- 2008年 - 理化学研究所専任研究員
- 2010年 - 静岡県立大学薬学部准教授

## 賞歴
- 2003年 - 有機合成化学協会明治製菓研究企画賞
- 2006年 - Thieme Journal Award
- 2006年 - 日本薬学会奨励賞
- 2010年 - 新規素材探索研究会奨励賞

## 著作

### 寄稿
- Society of Synthetic Organic Chemistry, Japan, My favorite organic synthesis -- the 60th anniversary of the Society of Synthetic Organic Chemistry, Japan, Kagaku-Dojin, 2002.
- 檜山為次郎・野崎京子編『有機合成のための触媒反応103』東京化学同人、2004年。ISBN 9784807905867

## 関連人物
- 江上寛通
- 柴崎正勝
- 菅敏幸